# DreamHack Winter 2013
DreamHack Winter 2013, zkracováno na DH Winter 2013, byl turnaj ve hře Counter-Strike: Global Offensive. Jednalo se o turnaj nejvyšší kategorie „Premier“. Týmy si za umístění rozdělily částku 250 000 USD.
Vítězem se stal tým Fnatic, který ve finále udolal Ninjas in Pyjamas v poměru 2:1 na mapy.

## Pozadí
Counter-Strike: Global Offensive je multiplayerová střílečka z pohledu první osoby vyvinutá společnostmi Hidden Path Entertainment a Valve Corporation. Jedná se o čtvrtou hru ze série Counter-Strike. V profesionální hře Counter-Strike: Global Offensive jsou nejprestižnějšími turnaji Majory sponzorované společností Valve.
Tento turnaj byl vůbec prvním Major turnajem ve hře Counter-Strike: Global Offensive. V průběhu 10 let ho následovalo 18 dalších. V roce 2024 turnaje Major přešly na hru Counter-Strike 2.

## Týmy a sestavy
| Základní skupina                    | Základní skupina             | Základní skupina             | Základní skupina            |
| Ninjas in Pyjamas                   | n!Faculty                    | SK Gaming                    | Copenhagen Wolves           |
| ----------------------------------- | ---------------------------- | ---------------------------- | --------------------------- |
| Patrik „f0rest“ Lindberg            | Lukas „gla1ve“ Rossander     | Faruk „pita“ Pita            | Henrik „FeTiSh“ Christensen |
| Christopher „GeT_RiGhT“ Alesund     | Finn „karrigan“ Andersen     | Jerry „xelos“ Råberg         | Peter „dupreeh“ Rasmussen   |
| Richard „Xizt“ Landström            | René „cajunb“ Borg           | Simon „twist“ Eliasson       | Andreas „Xyp9x“ Højsleth    |
| Robin „Fifflaren“ Johansson         | Jacob „Pimp“ Winneche        | Marcus „Delpan“ Larsson      | Nicolai „device“ Reedtz     |
| Adam „friberg“ Friberg              | Rasmus „raalz“ Steensborg    | Andreas „MODDII“ Fridh       | Nicolaj „Nico“ Jensen       |
| Universal Soldiers                  | Natus Vincere                | Astana Dragons               | compLexity Gaming           |
| Wiktor „TaZ“ Wojtas                 | Danylo „Zeus“ Teslenko       | Kyrylo „ANGE1“ Karasjov      | Spencer „Hiko“ Martin       |
| Filip „NEO“ Kubski                  | Serhij „starix“ Ishchuk      | Mikhail „Dosia“ Stolyarov    | Sean „seang@res“ Gares      |
| Jarosław „pashaBiceps“ Jarząbkowski | Arsenij „ceh9“ Trynozhenko   | Däuren „AdreN“ Qystaubaev    | Kory „SEMPHIS“ Friesen      |
| Janusz „Snax“ Pogorzelski           | Denis „seized“ Kostin        | Jeghor „markeloff“ Markelov  | Braxton „swag“ Pierce       |
| Paweł „byali“ Bieliński             | Anton „tonyblack“ Kolesnikov | Emil „kUcheR“ Akhundov       | Jordan „n0thing“ Gilbert    |
| VeryGames                           | Clan-Mystik                  | Fnatic                       | iBUYPOWER                   |
| Kevin „Ex6TenZ“ Droolans            | Michael „HaRts“ Zanatta      | Jesper „JW“ Wecksell         | Todd „anger“ Williams       |
| Nathan „NBK-“ Schmitt               | Jérémy „ioRek“ Vuillermet    | Robin „flusha“ Rönnquist     | Tyler „Skadoodle“ Latham    |
| Edouard „SmithZz“ Dubourdeaux       | Fabien „kioShiMa“ Fiey       | Andreas „znajder“ Lindberg   | Eric „adreN“ Hoag           |
| Adil „ScreaM“ Benrlitom             | Hovik „KQLY“ Tovmassian      | Jonatan „Devilwalk“ Lundberg | Keven „AZK“ Larivière       |
| Richard „shox“ Papillon             | Dan „apEX“ Madesclaire       | Markus „pronax“ Wallsten     | Sam „DaZeD“ Marine          |
| LGB eSports                         | Recursive eSports            | Xapso                        | Reason Gaming               |
| Alexander „SKYTTEN“ Carlsson        | Vincent „Happy“ Schopenhauer | Mikael „ultra“ Andersen      | Mathias „MSL“ Lauridsen     |
| Mikail „Maikelele“ Bill             | Robin „GMX“ Stahmer          | Stian „centeks“ Ledal        | Morten „coloN“ Johansen     |
| Freddy „KRIMZ“ Johansson            | Kenny „kennyS“ Schrub        | Casper „cadiaN“ Møller       | Danni „smF“ Dyg             |
| Dennis „dennis“ Edman               | Kévin „Uzzziii“ Vernel       | Philip „aizy“ Aistrup        | Nikolaj „EXR“ Therkildsen   |
| Olof „olofmeister“ Kajbjer          | Mathieu „Maniac“ Quiquerez   | Robin „robiin“ Sjögren       | Frederik „LOMME“ Nielsen    |

## Základní skupiny

### Skupina A
| Tabulka | Tabulka       | Tabulka | Tabulka | Tabulka | Tabulka | Tabulka   |
| #       | Tým           | V       | P       | Skóre   | RS      | Postup    |
| ------- | ------------- | ------- | ------- | ------- | ------- | --------- |
| 1.      | Fnatic        | 2       | 0       | 32:15   | 17      | Play-off  |
| 2.      | LGB eSports   | 2       | 1       | 46:31   | 15      | Play-off  |
| 3.      | Clan-Mystik   | 1       | 2       | 24:46   | -22     | Eliminace |
| 4.      | Natus Vincere | 0       | 2       | 22:32   | -10     | Eliminace |

| Úvodní zápasy | Úvodní zápasy | Úvodní zápasy | Úvodní zápasy | Úvodní zápasy |
| Tým           | Skóre         | Mapa          | Skóre         | Tým           |
| ------------- | ------------- | ------------- | ------------- | ------------- |
| Fnatic        | 16            | Mirage        | 9             | Natus Vincere |
| Clan-Mystik   | 16            | Dust II       | 14            | LGB eSports   |

| 1:0 zápas   | 1:0 zápas | 1:0 zápas | 1:0 zápas | 1:0 zápas |
| Tým         | Skóre     | Mapa      | Skóre     | Tým       |
| ----------- | --------- | --------- | --------- | --------- |
| Clan-Mystik | 6         | Inferno   | 16        | Fnatic    |

| 0:1 zápas   | 0:1 zápas | 0:1 zápas | 0:1 zápas | 0:1 zápas     |
| Tým         | Skóre     | Mapa      | Skóre     | Tým           |
| ----------- | --------- | --------- | --------- | ------------- |
| LGB eSports | 16        | Mirage    | 13        | Natus Vincere |

|-
| 1:1 zápas   | 1:1 zápas | 1:1 zápas | 1:1 zápas | 1:1 zápas   |
| Tým         | Skóre     | Mapa      | Skóre     | Tým         |
| ----------- | --------- | --------- | --------- | ----------- |
| Clan-Mystik | 2         | Inferno   | 16        | LGB eSports |

|-

### Skupina B
| Tabulka | Tabulka            | Tabulka | Tabulka | Tabulka | Tabulka | Tabulka   |
| #       | Tým                | V       | P       | Skóre   | RS      | Postup    |
| ------- | ------------------ | ------- | ------- | ------- | ------- | --------- |
| 1.      | Ninjas in Pyjamas  | 2       | 0       | 32:17   | 15      | Play-off  |
| 2.      | Recursive eSports  | 2       | 1       | 45:37   | 8       | Play-off  |
| 3.      | Universal Soldiers | 1       | 2       | 33:41   | -22     | Eliminace |
| 4.      | iBUYPOWER          | 0       | 2       | 17:32   | -10     | Eliminace |

| Úvodní zápasy | Úvodní zápasy | Úvodní zápasy | Úvodní zápasy | Úvodní zápasy      |
| Tým           | Skóre         | Mapa          | Skóre         | Tým                |
| ------------- | ------------- | ------------- | ------------- | ------------------ |
| NiP           | 16            | Inferno       | 13            | Recursive eSports  |
| iBP           | 9             | Dust II       | 16            | Universal Soldiers |

| 1:0 zápas | 1:0 zápas | 1:0 zápas | 1:0 zápas | 1:0 zápas          |
| Tým       | Skóre     | Mapa      | Skóre     | Tým                |
| --------- | --------- | --------- | --------- | ------------------ |
| NiP       | 16        | Inferno   | 4         | Universal Soldiers |

| 0:1 zápas | 0:1 zápas | 0:1 zápas | 0:1 zápas | 0:1 zápas         |
| Tým       | Skóre     | Mapa      | Skóre     | Tým               |
| --------- | --------- | --------- | --------- | ----------------- |
| iBUYPOWER | 8         | Inferno   | 16        | Recursive eSports |

|-
| 1:1 zápas          | 1:1 zápas | 1:1 zápas | 1:1 zápas | 1:1 zápas         |
| Tým                | Skóre     | Mapa      | Skóre     | Tým               |
| ------------------ | --------- | --------- | --------- | ----------------- |
| Universal Soldiers | 13        | Inferno   | 16        | Recursive eSports |

|-

### Skupina C
| Tabulka | Tabulka           | Tabulka | Tabulka | Tabulka | Tabulka | Tabulka   |
| #       | Tým               | V       | P       | Skóre   | RS      | Postup    |
| ------- | ----------------- | ------- | ------- | ------- | ------- | --------- |
| 1.      | compLexity Gaming | 2       | 0       | 32:19   | 13      | Play-off  |
| 2.      | VeryGames         | 2       | 1       | 46:33   | 13      | Play-off  |
| 3.      | n!Faculty         | 1       | 2       | 30:37   | -7      | Eliminace |
| 4.      | Xapso             | 0       | 2       | 13:32   | -19     | Eliminace |

| Úvodní zápasy | Úvodní zápasy | Úvodní zápasy | Úvodní zápasy | Úvodní zápasy |
| Tým           | Skóre         | Mapa          | Skóre         | Tým           |
| ------------- | ------------- | ------------- | ------------- | ------------- |
| VeryGames     | 16            | Inferno       | 8             | Xapso         |
| n!Faculty     | 5             | Inferno       | 16            | coL           |

| 1:0 zápas | 1:0 zápas | 1:0 zápas | 1:0 zápas | 1:0 zápas |
| Tým       | Skóre     | Mapa      | Skóre     | Tým       |
| --------- | --------- | --------- | --------- | --------- |
| coL       | 16        | Inferno   | 14        | VeryGames |

| 0:1 zápas | 0:1 zápas | 0:1 zápas | 0:1 zápas | 0:1 zápas |
| Tým       | Skóre     | Mapa      | Skóre     | Tým       |
| --------- | --------- | --------- | --------- | --------- |
| n!Faculty | 16        | Train     | 5         | Xapso     |

|-
| 1:1 zápas | 1:1 zápas | 1:1 zápas | 1:1 zápas | 1:1 zápas |
| Tým       | Skóre     | Mapa      | Skóre     | Tým       |
| --------- | --------- | --------- | --------- | --------- |
| n!Faculty | 9         | Dust II   | 16        | VeryGames |

|-

### Skupina D
| Tabulka | Tabulka           | Tabulka | Tabulka | Tabulka | Tabulka | Tabulka   |
| #       | Tým               | V       | P       | Skóre   | RS      | Postup    |
| ------- | ----------------- | ------- | ------- | ------- | ------- | --------- |
| 1.      | Copenhagen Wolves | 2       | 0       | 32:18   | 14      | Play-off  |
| 2.      | Astana Dragons    | 2       | 1       | 39:40   | -1      | Play-off  |
| 3.      | Reason Gaming     | 1       | 2       | 40:32   | 8       | Eliminace |
| 4.      | SK Gaming         | 0       | 2       | 14:32   | -18     | Eliminace |

| Úvodní zápasy  | Úvodní zápasy | Úvodní zápasy | Úvodní zápasy | Úvodní zápasy |
| Tým            | Skóre         | Mapa          | Skóre         | Tým           |
| -------------- | ------------- | ------------- | ------------- | ------------- |
| Astana Dragons | 16            | Inferno       | 11            | Reason Gaming |
| CPH Wolves     | 16            | Inferno       | 11            | SK Gaming     |

| 1:0 zápas      | 1:0 zápas | 1:0 zápas | 1:0 zápas | 1:0 zápas  |
| Tým            | Skóre     | Mapa      | Skóre     | Tým        |
| -------------- | --------- | --------- | --------- | ---------- |
| Astana Dragons | 7         | Nuke      | 16        | CPH Wolves |

| 0:1 zápas | 0:1 zápas | 0:1 zápas | 0:1 zápas | 0:1 zápas     |
| Tým       | Skóre     | Mapa      | Skóre     | Tým           |
| --------- | --------- | --------- | --------- | ------------- |
| SK Gaming | 3         | Inferno   | 16        | Reason Gaming |

|-
| 1:1 zápas      | 1:1 zápas | 1:1 zápas | 1:1 zápas | 1:1 zápas     |
| Tým            | Skóre     | Mapa      | Skóre     | Tým           |
| -------------- | --------- | --------- | --------- | ------------- |
| Astana Dragons | 16        | Nuke      | 13        | Reason Gaming |

|-

## Play-off
|  | Čtvrtfinále | Čtvrtfinále       | Čtvrtfinále       | Čtvrtfinále | Čtvrtfinále |    |                   | Semifinále | Semifinále        | Semifinále | Semifinále | Semifinále |  |  | Finále | Finále | Finále | Finále | Finále |
|  |             |                   |                   |             |             |    |                   |            |                   |            |            |            |  |  |        |        |        |        |        |
|  |             | LGB eSports       | 16                | 9           | 7           |    |                   |            |                   |            |            |            |  |  |        |        |        |        |        |
|  |             | Ninjas in Pyjamas | 14                | 16          | 16          |    |                   |            |                   |            |            |            |  |  |        |        |        |        |        |
|  |             | Ninjas in Pyjamas | 14                | 16          | 16          |    | Ninjas in Pyjamas | 16         | 6                 | 16         |            |            |  |  |        |        |        |        |        |
|  |             |                   |                   |             |             |    | Ninjas in Pyjamas | 16         | 6                 | 16         |            |            |  |  |        |        |        |        |        |
|  |             |                   | VeryGames         | 13          | 16          | 5  |                   |            |                   |            |            |            |  |  |        |        |        |        |        |
|  |             | Copenhagen Wolves | VeryGames         | 13          | 16          | 5  | 6                 | 16         | 12                |            |            |            |  |  |        |        |        |        |        |
|  |             | Copenhagen Wolves |                   |             |             |    | 6                 | 16         | 12                |            |            |            |  |  |        |        |        |        |        |
|  |             | VeryGames         | 16                | 5           | 16          |    |                   |            |                   |            |            |            |  |  |        |        |        |        |        |
|  |             |                   |                   |             |             |    |                   |            | Ninjas in Pyjamas | 14         | 16         | 2          |  |  |        |        |        |        |        |
|  |             |                   |                   |             |             |    |                   |            |                   |            |            |            |  |  |        |        |        |        |        |
|  |             |                   | Fnatic            | 16          | 6           | 16 |                   |            |                   |            |            |            |  |  |        |        |        |        |        |
|  |             | Fnatic            | Fnatic            | 16          | 6           | 16 | 16                | 13         | 16                |            |            |            |  |  |        |        |        |        |        |
|  |             | Fnatic            |                   |             |             |    | 16                | 13         | 16                |            |            |            |  |  |        |        |        |        |        |
|  |             | Recursive eSports | 9                 | 16          | 10          |    |                   |            |                   |            |            |            |  |  |        |        |        |        |        |
|  |             | Recursive eSports | 9                 | 16          | 10          |    | Fnatic            | 16         | 16                | -          |            |            |  |  |        |        |        |        |        |
|  |             |                   |                   |             |             |    | Fnatic            | 16         | 16                | -          |            |            |  |  |        |        |        |        |        |
|  |             |                   | compLexity Gaming | 7           | 7           | -  |                   |            |                   |            |            |            |  |  |        |        |        |        |        |
|  |             | compLexity Gaming | compLexity Gaming | 7           | 7           | -  | 9                 | 16         | 16                |            |            |            |  |  |        |        |        |        |        |
|  |             | compLexity Gaming |                   |             |             |    | 9                 | 16         | 16                |            |            |            |  |  |        |        |        |        |        |
|  |             | Astana Dragons    | 16                | 7           | 12          |    |                   |            |                   |            |            |            |  |  |        |        |        |        |        |

## Showmatch
| Team lurppis                        | 2                       | 0 | Team Thorin               |
| Jeghor „markeloff“ Markelov         |                         |   | Mikhail „Dosia“ Stolyarov |
| Tyler „Skadoodle“ Latham            | Kenny „kennyS“ Schrub   |   |                           |
| Todd „anger“ Williams               | Wiktor „TaZ“ Wojtas     |   |                           |
| Jarosław „pashaBiceps“ Jarząbkowski | Serhij „starix“ Ishchuk |   |                           |
| Hovik „KQLY“ Tovmassian             | Marcus „Delpan“ Larsson |   |                           |

## Sestavy medailistů
| Fnatic Jesper „JW“ Wecksell Robin „flusha“ Rönnquist Andreas „znajder“ Lindberg Jonatan „Devilwalk“ Lundberg Markus „pronax“ Wallsten Trenér: Patrik „cArn“ Sättermon | |
| Ninjas in Pyjamas Patrik „f0rest“ Lindberg Christopher „GeT_RiGhT“ Alesund Richard „Xizt“ Landström Robin „Fifflaren“ Johansson Adam „friberg“ Friberg Trenér: -      | |
| VeryGames Kevin „Ex6TenZ“ Droolans Nathan „NBK-“ Schmitt Edouard „SmithZz“ Dubourdeaux Adil „ScreaM“ Benrlitom Richard „shox“ Papillon Trenér: -                      | compLexity Gaming Spencer „Hiko“ Martin Sean „seang@res“ Gares Kory „SEMPHIS“ Friesen Braxton „swag“ Pierce Jordan „n0thing“ Gilbert Trenér: - |